# Kasper Trzemeski
Kasper Trzemeski herbu Lubicz (ur. ?, zm. 1665) – polski duchowny rzymskokatolicki, sufragan gnieźnieński.

## Życiorys
30 sierpnia 1660 papież Aleksander VII prekonizował go biskupem pomocniczym archidiecezji gnieźnieńskiej oraz biskupem in partibus infidelium halmirozyjskim. 11 września 1661 przyjął sakrę biskupią z rąk biskupa pomocniczego płockiego Zygmunta Czyżowskiego. Współkonsekratorami byli biskup pomocniczy lwowski Stefan Kazimierz Charbicki oraz biskup pomocniczy kujawsko-pomorski Stanisław Domaniewski.
Biskupem pomocniczym archidiecezji gnieźnieńskiej był do 1665.
Pochowany w kolegiacie Wniebowzięcia NMP i św. Mikołaja w Łowiczu.